# CPI das Pirâmides Financeiras
A CPI das Pirâmides Financeiras foi uma Comissão Parlamentar de Inquérito (CPI) instaurada na Câmara dos Deputados do Brasil que funcionou entre 13 de junho de 2023 e 9 de outubro de 2023 com o objetivo de investigar indícios de operações fraudulentas sofisticadas na gestão de diversas empresas de serviços financeiros que prometem gerar patrimônio por meio de gestão de criptomoedas.

## Antecedentes
Desde o último século existem esquemas em pirâmide, que, em resumo, pagam os antigos investidores ou clientes com recursos de novos entrantes, que são ativamente captados, até que os novos recursos aportados não são suficientes para pagar os antigos.
No Brasil alguns dos maiores esquemas em pirâmide que já aconteceram que não se utilizavam de criptomoedas foram Boi Gordo, Avestruz Master e Telexfree.
Logo após o surgimento do Bitcoin em 2009, surgiram os primeiros esquemas de pirâmide no mundo envolvendo criptomoedas como a Bitcoin Savings & Trust, tendo sido responsável pelo prejuizo de cerca de quinhentos mil bitcoins para os lesados. No Brasil, o primeiro esquema em pirâmide conhecido com criptomoedas foi o Bitcoin Rain, criado por Leandro Marciano César, juntamente com a primeira exchange Brasileira, a Mercado Bitcoin. Desde então, diversos outros esquemas em pirâmide foram criados em território nacional, alguns inclusive lesando pessoas de outros países, sendo alguns desses GAS Consultoria, Minerworld, Atlas Quantum, Bluebenx, MMM Brazil e Kriptacoin.  
No dia 21 de dezembro de 2022, foi sancionado pelo então presidente Jair Bolsonaro a Lei 14.478/2023, mais conhecida como Marco Legal das criptomoedas, sendo a versão final do projeto de lei 4401 de 2021 (anteriormente 2303 de 2015), de autoria do deputado Aureo Ribeiro e relatoria do deputado Expedito Netto na Câmara dos Deputados, tendo entrado em vigor no dia 20 de junho de 2023.

## Instauração
No dia 3 de abril de 2023, o deputado Aureo Ribeiro apresentou requerimento ao plenário para criação da CPI.

## Composição
Segundo Ato da Presidência da Câmara dos Deputados de 17 de maio de 2023, a CPI das Pirâmides Financeiras é composta por 32 membros titulares e igual número de suplentes. A presidência da CPI é exercida pelo deputado Áureo Ribeiro (Solidariedade-RJ), que também é o autor do requerimento de criação da comissão. A relatoria é de responsabilidade do deputado Ricardo Silva (PSD-SP).
| Presidência e relatoria | Presidência e relatoria                      |
| --- | -------------------------------------------- |
| Presidente: Aureo Ribeiro (Solidariedade-RJ)                                                                                     | Relator: Ricardo Silva (PSD-SP)              |
| Titulares | Suplentes                                    |
| PL, For PT-PCdoB-PV, UNIÃO, PP, MDB, PSD, Republicanos, Fdr PSDB-Cidadania, PDT, PSB, PODE, AVANTE, PATRIOTA, Solidariedade, PTB |                                              |
| Acácio Favacho (MDB-AP) | Alfredo Gaspar (UNIÃO-AL)                    |
| AJ Albuquerque (PP-CE) | Augusto Coutinho (Republicanos-PE)           |
| Amom Mandel (CIDADANIA-AM) | Bibo Nunes (PL-RS)                           |
| Aureo Ribeiro (Solidariedade-RJ)                                                                                                 | Celso Russomanno (Republicanos-SP)           |
| Bebeto (PP-RJ) | Clodoaldo Magalhães (PV-PE)                  |
| Bruno Farias (AVANTE-MG) | Duarte Júnior (PSB-MA)                       |
| Cabo Gilberto Silva (PL-PB) | Eli Borges (PL-TO)                           |
| Caio Vianna (PSD-RJ) | Fausto Pinato (PP-SP)                        |
| Delegado Paulo Bilynskyj (PL-SP)                                                                                                 | Luiz Philippe de Orléans e Bragança (PSL-SP) |
| Dimas Gadelha (PT-RJ) | Mersinho Lucena (PP-PB)                      |
| Dr. Francisco (PT-PI) | Neto Carletto (PP-BA)                        |
| Eduardo Velloso (UNIÃO-AC) | Weliton Prado (Solidariedade-MG)             |
| Felipe Carreras (PSB-PE) | —                                            |
| Gutemberg Reis (MDB-RJ) | —                                            |
| Igor Timo (PODE-MG) | —                                            |
| Jorge Braz (Republicanos-RJ) | —                                            |
| Júlio Lopes (PP-RJ) | —                                            |
| Juninho do Pneu (UNIÃO-RJ) | —                                            |
| Júnior Mano (PL-CE) | —                                            |
| Lafayette Andrada (Republicanos-MG)                                                                                              | —                                            |
| Luciano Vieira (PL-RJ) | —                                            |
| Marcos Soares (UNIÃO-RJ) | —                                            |
| Marcos Tavares (PDT-RJ) | —                                            |
| Márcio Jerry (PCdoB-MA) | —                                            |
| Ricardo Silva (PSD-SP) | —                                            |
| Roberto Monteiro (PL-RJ) | —                                            |
| Zé Haroldo Cathedral (PSD-RR) | —                                            |
| Zé Vitor (PL-MG) | —                                            |
| Fdr - PSOL-REDE |                                              |
| Glauber Braga (PSOL-RJ) | —                                            |